# 格蘭特堡 (亞利桑那州)
格蘭特堡（英語：Fort Grant）是位於美國亞利桑那州葛蘭姆縣的一個非建制地區。該地的面積和人口皆未知。

## 地理
格蘭特堡的座標為32°37′22″N 109°56′45″W / 32.62278°N 109.94583°W，而該地的平均海拔高度為1059米（即3473英尺）。